# Avimimus
Az Avimimus (nevének jelentése 'madárutánzó', a latin nyelvű avis 'madár' és mimus 'utánzó' szavak összetételéből), a madárszerű maniraptora dinoszauruszok egyik neme, amely a késő kréta korban, körülbelül 70 millió évvel ezelőtt élt a mai Mongólia területén.

## Anatómia
Az Avimimus egy kis termetű dinoszaurusz volt, melynek hosszúsága elérte az 1,5 métert. A koponyája kicsi volt a testéhez viszonyítva, az agya és a szemei azonban nagyok voltak.
A rokonságába tartozó Oviraptoridae és Caenagnathidae családok tagjaihoz hasonlóan az Avimimus állcsontjai papagájcsőrszerűek és fogatlanok voltak. A premaxilla hegye mentén azonban egy sor fogszerű kinövés helyezkedett el, melyektől a csőr vége recéssé vált. Az Avimimus fogatlan csőre arra utal, hogy növényevő vagy mindenevő lehetett. Szergej M. Kurzanov úgy vélte, hogy az Avimimus rovarevő volt.
Az agy és a gerincoszlop kapcsolatát lehetővé tevő foramen magnum az Avimimusnál aránylag nagyra nőtt. A nyakszirti csontízületvég azonban kicsi maradt, emlékeztetve a viszonylag könnyű koponyára. A hosszú és karcsú nyakat a többi oviraptorosaurusénál jóval hosszabb csigolyák alkották. Az oviraptoridáktól és a caenagnathidáktól eltérően a hátcsigolyáknál hiányoztak a légzsákokhoz tartozó nyílások, ami arra utal, hogy az Avimimus ezeknél az állatoknál kezdetlegesebb volt.
A mellső lábak aránylag rövidek voltak. A kéz csontjai a madarakra jellemzően összeforrtak, a singcsonton (az alkar csontján) levő tarajt pedig Kurzanov a tollak kapcsolódási pontjaként értelmezte. 1987-ben Kurzanov tollszár csomók jelenlétéről is beszámolt, de mindaddig, amíg Louis M. Chiappe nem igazolta a csomók meglétét az alkaron, a funkciójuk tisztázatlan maradt. Kurzanov nem volt meggyőződve arról, hogy a pontok tollak kapcsolódási pontjai voltak, ezért kijelentette, hogy az Avimimus feltehetően gyenge repülési képességgel rendelkezett. A tollak jelenléte jelenleg széles körben elfogadott, de a legtöbb őslénykutató nem hisz abban, hogy a Avimimus tudott repülni.
A medencecsont majdnem vízszintesen helyezkedett el, amitől a csípő rendkívüli módon kiszélesedett. A faroknak csak kis része ismert, de a csípő alapján hosszú volt. A hátsó lábak szokatlanul hosszúak és karcsúak voltak, ami azt jelzi, hogy az Avimimus nagymértékben specializálódott futó volt. A lábcsontok arányai tovább erősítik az Avimimust gyors futónak minősítő elképzelést. Az állat sípcsontjai hosszúak voltak a combcsontokhoz viszonyítva, ami általános jelleg a futó életmódot folytató állatok között. Háromujjú lábfejei keskeny, hegyes karmokban végződtek.

## Felfedezés és fajok
Az Avimimus maradványait az orosz őslénykutatók fedezték fel, a hivatalos leírását pedig Szergej Kurzanov készítette el 1981-ben. Az Avimimus fosszíliáiról Kurzanov kezdetben azt írta, hogy a Djadokta-formációból származnak, azonban egy új példányról 2006-ban készült leírásban Mahito Watabe és kollégái feljegyezték, hogy Kurzanov valószínűleg tévedett az eredetével kapcsolatban, és valószínűbb, hogy az Avimimus inkább az újabb keletű Nemegt-formációból került elő. Az Avimimus típusfaja az A. portentosus Mivel az eredeti lelet farkát nem találták meg, Kurzanov tévesen arra következtetett, hogy az Avimimusnak nem volt farka. Azonban a további Avimimus példányokhoz tartozó farokcsigolyák bizonyították a farok meglétét. A második, majdnem teljes Avimimus példányt 1996-ban fedezték fel, a leírását pedig Watabe és kollégái készítették el 2000-ben. Emellett a szerzők több kis theropoda lábnyomot is azonosítottak azon a területen, ahol az Avimimus előkerült.
Többféle különálló csont, amit az Avimimusénak tulajdonítottak, eltér az A. protentosushoz tartozóktól, lehetséges, hogy egy vagy több más fajhoz tartoznak, melyre Avimimus sp. néven hivatkoznak.
2008-ban a kanadai, amerikai és mongol őslénykutatók Phil Currie által vezetett csoportja egy Avimimus sp. fosszíliákból álló kiterjedt csontmeder felfedezéséről számolt be. A Góbi-sivatagban levő Nemegt-formáció csontmedre 10,5 méterrel a Barun Goyot-formáció felett helyezkedik el. A csapat legalább tíz Avimimus példány bőséges csontmaradványairól adott hírt, de a lelőhely több fosszíliát is tartalmazhat. Az összes egyed kifejlett vagy majdnem kifejlett állapotú volt, a méretüket illetően nem mutatnak nagy változatosságot, ami arra utal, hogy a növekedésük meghatározott volt. A felnőttek tarsometatarsusa (csűdje) és tibiotarsusa (csűd feletti lábrésze) nagyobb mértékben összeforrt, emellett pedig nagyobb izomhegekkel rendelkeztek. A csapat emellett kijelentette, hogy az egyedeket azért találták meg együtt, mert csoportban éltek.

## Osztályozás
Az Avimimusról eredetileg azt állították, hogy egyedi madárszerű, más kortárs dinoszauruszokra nem jellemző tulajdonságai miatt nagyon közeli rokonságban állt a madarakkal. Kurzanov azt állította, hogy az Avimimus közelebb áll a modern madarak őseihez, mint a híres „első madár”, az Archaeopteryx és hogy ezáltal az Archaeopteryx nem áll annyira közeli rokonságban a madarakkal, mint ahogy azt korábban gondolták. Ezt a nézetet azonban a később, a dinoszauruszok és madarak kapcsolatain végzett filogenetikus elemzések nem erősítették meg. A legtöbb modern tudós szerint az Avimimus valójában a madárszerű dinoszauruszok egy másik, az Archaeopteryxnél kezdetlegesebb csoportjához, az oviraptorosaurusokhoz tartozik.
1981-ben Kurzanov az Avimimust egy számára létrehozott Avimimidae nevű családban helyezte el. 1991-ben Sankar Chatterjee az Avimimus számára megalkotta az Avimimiformes rendet. Az őslénykutatók e csoportok egyikét sem használják gyakran, mivel csak egyetlen fajt tartalmaznak.

## Fordítás
- Ez a szócikk részben vagy egészben a Avimimus című angol Wikipédia-szócikk ezen változatának fordításán alapul.  Az eredeti cikk szerkesztőit annak laptörténete sorolja fel. Ez a jelzés csupán a megfogalmazás eredetét és a szerzői jogokat jelzi, nem szolgál a cikkben szereplő információk forrásmegjelöléseként.